# Hrafnistumannasögur
Hrafnistumannasögur es un grupo de cuatro sagas legendarias que trata del héroe Ketil Trout y su familia. El grupo de sagas toma su nombre de Hrafnista, actualmente Ramsta, Noruega. Las sagas son:
- Ketils saga hœngs
- Gríms saga loðinkinna
- Saga de Örvar-Oddr
- Áns saga bogsveigis

Ketil Trout, protagonista de Ketils saga hœngs, era el padre de Grimr mejillas peludas, protagonista a su vez de Gríms saga loðinkinna, y abuelo de Örvar-Odds, protagonista de la saga de Örvar-Odds.